# وزارة الدفاع (كولومبيا)
وزارة الدفاع الوطني (بالإسبانية: Ministerio de Defensa de Colombia)‏ (Mindefensa) هي أعلى سلطة فيما يخص الدفاع والأمن والشئون العسكرية للجمهورية الكولومبية؛ فهي تقوم بصياغة وتصميم وتطوير وتنفيذ سياسات الدفاع والأمن الوطني؛ وتقود القوات المسلحة. وتتشكل من القوات المسلحة وهي الجيش والبحرية والقوات الجوية)، والشرطة الوطنية.